# ذلكة (مقاطعة ديواندرة)
ذلكة (بالفارسية: ذلکه) هي قرية تقع في قسم سارال الريفي (مقاطعة ديواندرة) في إيران. يقدر عدد سكانها بـ 29 نسمة بحسب إحصاء 2016.